# Frasseto
Frasseto (en cors Frassetu) és un municipi francès, situat a la regió de Còrsega, al departament de Còrsega del Sud. L'any 1999 tenia 82 habitants.

## Demografia
| 1962 | 1968 | 1975 | 1982 | 1990 | 1999 |
| ---- | ---- | ---- | ---- | ---- | ---- |
| 122  | 178  | 129  | 64   | 67   | 82   |

## Administració
| Període   | Identitat            | Partit       | Qualitat |
| --------- | -------------------- | ------------ | -------- |
| 2008-     | Paul Antona          | Nacionalista |          |
| 1995-2008 | Marc Antoine Mariani |              |          |